# Gökhan Korkmaz
Gökhan Korkmaz (* 22. Januar 1991 in Kütahya) ist ein türkischer Fußballspieler.

## Karriere
Korkmaz startete mit dem Vereinsfußball 2000 in der Jugend von Antalyaspor. 2005 wechselte er in die Jugend von Beşiktaş Istanbul, kehrte aber bereits nach einem Jahr wieder in die Jugend von Antalyaspor zurück. Im Sommer 2010 wurde er mit einem Profivertrag ausgestattet in den Profikader aufgenommen und nahm am vorsaisonlichen Vorbereitungscamp teil. Nach diesem Camp entschied der Trainerstab Korkmaz auszuleihen. So ging er als Leihspieler zum Drittligisten Alanyaspor. 2011 verließ er Antalyaspor endgültig und wechselte zu Manavgat Evrensekispor. Nach Evrensekispor spielte er noch für Tekirova Belediyespor und wechselte im Sommer 2013 zum Erstligisten Sanica Boru Elazığspor.
Für die Spielzeit 2013/14 wurde er an den Viertligisten Darıca Gençlerbirliği ausgeliehen.